# Siesta di sangue
Siesta di sangue (Siesta) è un romanzo thriller scritto nel 1979 da Patrice Chaplin.
Il romanzo è stato pubblicato in Italia nel 1989 col numero 2083 della collana Il Giallo Mondadori; all'interno del volume si trova anche il racconto del 1965 Oggi a te, domani... di Thomas B. Dewey.
Da questo romanzo la regista Mary Lambert ha tratto nel 1987 il film Siesta.

## Trama
Sylvia Christal, attrice di music-hall, doveva recarsi a Las Vegas per uno spettacolo, invece si risveglia in un campo di sterpaglie nei pressi dell'aeroporto di Barcellona in Spagna. Sylvia ha i vestiti strappati ed è sporca di sangue, ma non ricorda nulla di ciò che le è capitato. Il terrore della ragazza è di avere compiuto un delitto, che nei suoi confusi e deliranti ricordi associa alla sua lunga storia col suo amante Celestino. Sylvia ha forse ucciso per gelosia Marie France, la ricca moglie francese di Celestino? Deve nascondersi dalla polizia?
Inizia per Sylvia un'allucinante avventura senza soste per le vie di Barcellona, dove si unisce ad un gruppo di inglesi che si muovono da un punto all'altro della città, senza altro scopo che l'alcol ed il divertimento.

## Edizioni
- Patrice Chaplin, Siesta di sangue, traduzione di Ombretta Giumelli Pedrana, collana Il Giallo Mondadori, n. 2083, Mondadori, 1989,  p. 157.